# Полуденная Рассоха
Полуденная Рассоха — река в России, протекает в Красновишерском и Чердынском районах Пермского края. Одна из трёх составляющих реки Берёзовая, течёт к месту слияния с юга, в то время как две другие составляющие Северная Рассоха и Восточная Рассоха притекают с севера и востока соответственно. Длина реки составляет 18 км.
Исток реки расположен на хребте Берёзовый Камень (отрог Северного Урала) в 18 км к северо-западу от посёлка Велс. Исток находится в Красновишерском районе, прочее течение — в Чердынском. Течёт на север, всё течение проходит по ненаселённой местности среди холмов покрытых таёжным лесом. Характер течения — горный.

## Данные водного реестра
По данным государственного водного реестра России относится к Камскому бассейновому округу, водохозяйственный участок реки — Кама от водомерного поста у села Бондюг до города Березники, речной подбассейн реки — бассейны притоков Камы до впадения Белой. Речной бассейн реки — Кама.
По данным геоинформационной системы водохозяйственного районирования территории РФ, подготовленной Федеральным агентством водных ресурсов:
- Код водного объекта в государственном водном реестре — 10010100212111100005904
- Код по гидрологической изученности (ГИ) — 111100590
- Код бассейна — 10.01.01.002
- Номер тома по ГИ — 11
- Выпуск по ГИ — 1